# La Harissa
La Harissa é um grupo musical francês de hip hop e reggaeton. Foi criado em 1997, na região da Île-de-France. Muito embora o grupo se intitule português, toca estilos essencialmente latino-americanos. Ambos os integrantes do grupo são portugueses, nascidos na freguesia de Seixas, concelho de Caminha, distrito de Viana do Castelo Portugal. Em algumas das suas músicas, vê-se uma influência minhota. São, contudo, um grupo apreciada pelos emigrantes portugueses e lusodescendentes residentes em França, uma vez que enfatizam constantemente a sua origem: a região do Minho.
São praticamente desconhecidos em Portugal.

## Discografia
- 1997 - Portos Ricos
- 2000 - Conquistador
- 2002 - Portugal Rap Star (inclui participação de Linda de Suza no tema "Les Gens des Baraques")
- 2008 - Espírito Favela

## Concertos
Este grupo faz muitos concertos em França.